# Spiniderolus malaisei
Spiniderolus malaisei là một loài bọ cánh cứng trong họ Cerambycidae.